# Diario de una ninfómana (novela)
Diario de una ninfómana es una obra de Valérie Tasso, publicada en 2003, donde la autora relata sus vivencias de carácter sexual en el mundo de la alta dirección de empresas, su relación con un maltratador y su experiencia como acompañante de alto standing.
Narrado en forma de diario, en esta obra Valérie Tasso cuestiona de manera radical los modelos sexuales, revisando uno por uno todos los arquetipos que los criterios morales han impuesto a las relaciones eróticas. Desde la experiencia biográfica descubre y explicita al lector una sexualidad como forma de autoconocimiento, trascendencia de estigmas y reflexión sobre la materia de la condición humana.
En el 2008 se realizó una adaptación cinematográfica de esta obra bajo la producción española de Canónigo films y de Filmax, que se distribuyó por cuarenta países provocando un gran revuelo en España (con la censura del cartel promocional en la Comunidad de Madrid) y en Italia donde además de la prohibición de la exhibición del cartel promocional, la propia escritura fue vetada en diversos espacios televisivos (especialmente en el espacio "Quelli che il calcio e..." de Rai Due)"